# Rodrigo de Triana

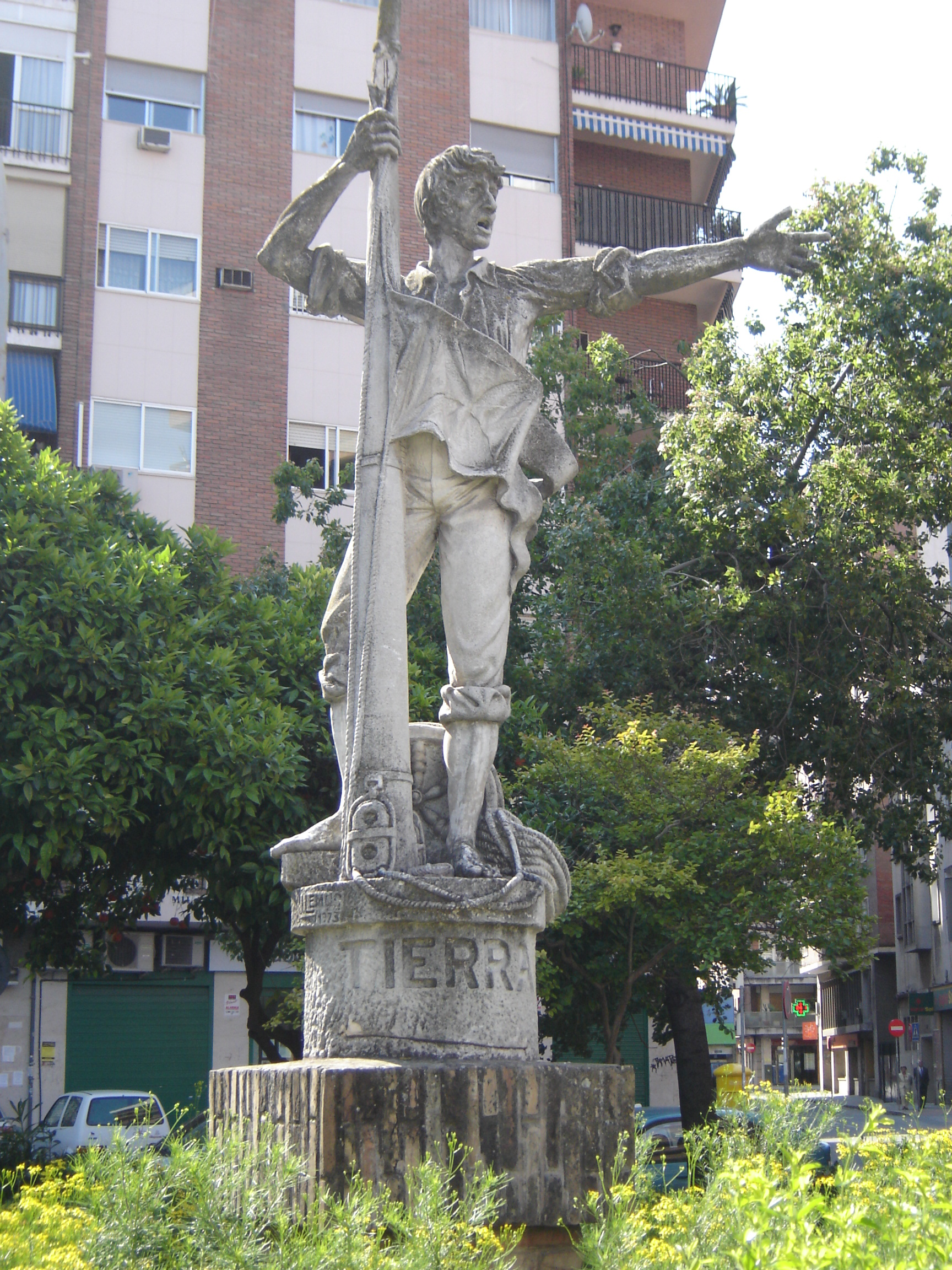
Rodrigo de Triana

Rodrigo de Triana (ur. 1469 w Sewilli, zm. ?) – hiszpański marynarz uczestniczący w pierwszej wyprawie Krzysztofa Kolumba.
Najprawdopodobniej był pierwszym Europejczykiem od czasów wikingów, który zobaczył Amerykę. Miało to miejsce 12 października 1492, kiedy to ze statku Pinta ujrzał na horyzoncie ląd – wyspę San Salvador (Watling). Jak głosi przekaz na jej widok wykrzyknął słowa ¡Tierra! ¡Tierra!" (ziemia! ziemia!).